# Volodymyr Okachev
Volodymyr Okachev –en ucraniano, Володимир Окачев– es un deportista ucraniano que compitió en gimnasia artística. Ganó una medalla de bronce en el Campeonato Europeo de Gimnasia Artística de 2014, en la prueba por equipos.

## Palmarés internacional
| Campeonato Europeo | Campeonato Europeo | Campeonato Europeo | Campeonato Europeo   |
| Año                | Lugar              | Medalla            | Prueba               |
| ------------------ | ------------------ | ------------------ | -------------------- |
| 2014               | Sofía ( Bulgaria)  | Medalla de bronce  | Concurso por equipos |